# Parascopioricus binoditergus
Parascopioricus binoditergus is een rechtvleugelig insect uit de familie sabelsprinkhanen (Tettigoniidae). De wetenschappelijke naam van deze soort is voor het eerst geldig gepubliceerd in 1983 door Nickle.